# Chapelle Saint-Lambert de Sentelie
La chapelle Saint-Lambert de Sentelie est située dans le cimetière communal de Sentelie, dans le département de la Somme, au sud d'Amiens.

## Histoire
La chapelle Saint-Lambert du cimetière de Sentelie a été construite au XVIe siècle. Elle est protégée au titre des monuments historiques : inscription par arrêté du 18 mai 1926. La chapelle est un lieu de commémorations de la Première Guerre mondiale, la commune ne disposant pas de monument aux morts, les noms des victimes de la Grande Guerre sont inscrits sur une plaque scellée dans un des murs de la chapelle.

## Caractéristiques
La chapelle a été construite en pierre en style gothique flamboyant comme en témoigne le fenestrage. Elle était le but d’un pèlerinage pour les infirmes qui s’y rendaient jadis, des trophées de béquilles étaient suspendus comme ex-voto près de l’autel.
L'édifice est composé d'une nef et d'un chœur qui se termine par une abside à trois pans. Le portail, en anse de panier sans ornementation, est encadré par deux contreforts. Le pignon se termine par un campenard. Une corniche moulurée couronne l'ensemble de la chapelle. 
La chapelle est divisée en son milieu par une clôture de bois ; la première partie sert de nef, la seconde de chœur. La charpente s'appuie sur une sablière en bois sculpté. Dix blochets ornés alternativement de sculptures de têtes d’homme ou de femmes diversement coiffées sont répartis à intervalles réguliers sur la sablière.
Le maître-autel et le tabernacle, en bois doré, sont de style Louis XIII, ils sont classés monuments historiques au titre d'objets.